# Cyril Weidenborner
Cyril "Cy" Aloysius Weidenborner (Saint Paul, Minnesota, 1895. március 30. –  Beltrami, Minnesota, 1983. november 26.) amerikai amatőr sportoló és olimpiai ezüstérmes jégkorongkapus. Tagja volt az amerikai férfi jégkorong-válogatottnak az 1920-as nyári olimpián, ahol a csapat ezüstérmes lett. Ő volt a kapus. Az elődöntőben 2–0-ra kaptak ki a kanadai férfi jégkorong-válogatott-tól (akik később megnyerték a tornát), ezért körmérkőzést játszottak az ezüstéremért, ahol előbb a svéd férfi jégkorong-válogatottat, majd a csehszlovák férfi jégkorong-válogatottat verték nagy arányban.